# Allium palentinum
Allium palentinum — вид трав'янистих рослин родини амарилісові (Amaryllidaceae), ендемік північного заходу Іспанії.

## Опис
Цибулини 18–50 × 8–19 мм, веретенисті, поодинокі або в групі по 2–3, з дуже коротким кореневищем, без цибулинок; зовнішня оболонка червонувата. Стебло 16–48 см, має круглий переріз. Листків 2–4, розташовані вздовж нижньої третини стебла, голі, без черешка; пластина 13.5–24.5 × (0.11)0.17–0.33(0.46) см, плоска, лінійна, тупа, з сосочковими або гладкими полями. Суцвіття 10–26 × 13–26 мм, кулясті, щільні, містять 6–60 дзвінчастих квіток, без цибулинок. Листочки оцвітини еліптичні, ± тупі, гладкі, рожеві; пиляки пурпурові. Насіння чорне. 2n = 16.

## Поширення
Ендемік північного заходу Іспанії.
Зростає на гірських уступах на вапняних ґрунтах і в скельних тріщинах на висотах 1600–2230 м.

## Загрози й охорона
Зміна клімату є головною загрозою для цього виду. Випас худоби — додаткова загроза.
Трапляється на заповідних територіях.